# Melliacris sinensis
Melliacris sinensis är en insektsart som beskrevs av Willy Adolf Theodor Ramme 1941. Melliacris sinensis ingår i släktet Melliacris och familjen gräshoppor. Inga underarter finns listade i Catalogue of Life.